# Дёрновичи (Наровлянский район)
Дёрновичи (бел. Дзёрнавічы) — упразднённая деревня в Вербовичском сельсовете Наровлянского района Гомельской области Беларуси.
В связи с радиационным загрязнением после катастрофы на Чернобыльской АЭС жители (308 семей) переселены в чистые места, преимущественно в Светлогорский район.
Около деревни находится месторождение глины.

## География

### Расположение
На территории Полесского радиационно-экологического заповедника.
В 27 км на юго-восток от Наровли, 50 км от железнодорожной станции Ельск (на линии Калинковичи — Овруч), 218 км от Гомеля.

## Транспортная сеть
Автодорога связывает деревню с Наровлей. Планировка состоит из 2 длинных прямолинейных и 1 короткой улицы меридиональной ориентации, соединённых поперечными улицами. К длинным улицам присоединяются 3 переулка. Застройка деревянная, преимущественно двусторонняя, усадебного типа.

## История
Археологами обнаружена стоянка каменного века (в 0,5-1,2 км на северо-восток от деревни) свидетельствует о заселении этих мест с давних времён. По письменным источникам известна с XVIII века как деревня в Мозырском повете Минского воеводства Великого княжества Литовского.
После 2-го раздела Речи Посполитой (1793 год) в составе Российской империи. В 1795 году село в Речицком уезде Минской губернии, помещичья собственность. С 1838 года действовала церковь. В 1850 году центр Дёрновичской волости, в состав которой в 1885 году входили 30 селений с 578 дворами. Помещик Ю. Е. Реут владел в 1876 году в селе и окрестностях 1685 десятинами земли и трактиром. В 1885 году работали церковь, смоловарня, пристань на реке Припять. Согласно переписи 1897 года действовали школа грамоты (с 1884 года), хлебозапасный магазин, трактир. В 1906 году открыта земская школа, для которой в 1909 году построено здание. В 1914 году открыт медицинский пункт.
С 20 августа 1924 года до 1987 года центр Дёрновичского сельсовета Наровлянского, с 25 декабря 1962 года Ельского, с 6 января 1965 года Наровлянского района Мозырского (с 26 июля 1930 года и с 21 июня 1935 года до 20 февраля 1938 года) округа, с 20 февраля 1938 года Полесской, с 8 января 1934 года Гомельской областей.
В 1926 году создан совхоз «Дёрновичи». В 1930 году организованы колхозы «Новый путь» и «Красный восток», работали 3 кузницы, 2 стальмашни, шерсточесальня, маслозавод. В середине 1930-х годов создана Дёрновичская МТС. В 1939 году к деревне присоединён хутор Красиловка. Во время Великой Отечественной войны действовала подпольная группа (руководитель В. Аксёнов). Немецкие оккупанты создали в деревне свой опорный пункт, разгромленный партизанами. В 1943 году каратели частично сожгли деревню. Освобождена 30 ноября 1943 года. В бою около деревни осенью 1943 года отличился наводчик станкового пулемёта И. Н. Антипин (присвоено звание Герой Советского Союза). 78 жителей погибли на фронте. В 1986 году была центром совхоза «Дёрновичи» (создан в начале 1959 года на производственной базе Дёрновичской МТС). Размещались средняя школа, клуб, библиотека, больница, фельдшерско-акушерский пункт, аптека, отделение связи, лесничество, 2 магазина.
В состав Дёрновичского сельсовета входил до 1939 года хутор Красиловка (не существует).

## Население

### Численность
- 1980-е — жители (308 семей) переселены.

### Динамика
- 1850 год — 40 дворов, 330 жителей.
- 1885 год — 63 двора, 445 жителей.
- 1897 год — 126 дворов, 680 жителей (согласно переписи).
- 1908 год — 158 дворов, 1070 жителей.
- 1959 год — 1016 жителей (согласно переписи).
- 1986 год — 303 двора, 732 жителя.
- 1986 — жители (308 семей) переселены.

## Достопримечательность
- Часовня
- Родник

Входит в туристический маршрут по отселенным деревням Наровлянского района (вместе с Тешков).
- В начале 2023 года возле деревни Дерновичи обнаружена старинная икона «Крещение Господне», которая практически 37 лет простояла в местной каплице.
- Также неподалеку обнаружен уникальный источник с кристально чистой водой, которая не замерзает даже при самых низких температурах.